# Lorimer Denis
Pour les articles homonymes, voir Denis.
Lorimer Denis (1904-1957) est un anthropologue, ethnologue et essayiste de Haïti.

## Biographie
Il a écrit de nombreux livres avec François Duvalier (Papa Doc), avant sa présidence d'Haïti. Il collabora à la revue Les Griots. Il est mort peu après la conquête du pouvoir par Duvalier en octobre 1957. Duvalier lui fit organiser des obsèques nationales. Il documenta le thème du Vaudou ainsi que le folklore et la culture d'Haïti.

## Publications
- Evolution stadiale du Vodou, avec François Duvalier, 1944.
- Problème des classes à travers l'histoire d'Haïti : sociologie politique (avec François Duvalier,), Service de la Jeunesse de Port-au-Prince, 1948.
- Le problème des générations en Haïti, avec François Duvalier, [1940].
- Culturologie, psychologie ethnique et historique, avec François Duvalier, S. Bissainthe, 1960.
- La critique: les tendances d'une génération, avec François Duvalier; Arthur Bonhomme, [Impr. du Collège Vertières], [1934]
- Les Griots : la revue scientifique et littéraire d'Haïti, Port-au-Prince: 1938.
- La civilisation haïtienne. Notre mentalité est-elle africaine ou gallo-latine?, Éditeur:[Paris], [1936]
- Le musée du Bureau d'ethnologie d'Haiti, Éditeur:Port-au-Prince : Impr. de l'État, 1953.
- Essai d'organographie haïtienne, Publication du Bureau d'ethnologie d'Haïti, Octobre 1980.
- Folklore enfantin : chants et jeux des enfants haïtiens, Port-au-Prince : Impr. de l'Etat, 1949.
- Quelques aspects de notre folklore musical, Impr. de l'État, 1950.
- Folklore enfantin, chants et jeux des enfants haïtiens, Impr. de l'Etat, 1949.
- L'hydre européenne à Saint Domingue, avec Bonaparte-Auguste Granville, [1947]
- L'avenir du pays et l'action néfaste de M. Foisset, Imprimerie de l'Etat, 1949.
- Origine des loas, Dakar : IFAN, 1953.